# Batrachoseps gavilanensis
Batrachoseps gavilanensis är en groddjursart som beskrevs av Jockusch, Yanev och David Burton Wake 200. Batrachoseps gavilanensis ingår i släktet Batrachoseps och familjen lunglösa salamandrar. IUCN kategoriserar arten globalt som livskraftig. Inga underarter finns listade.

## Bildgalleri

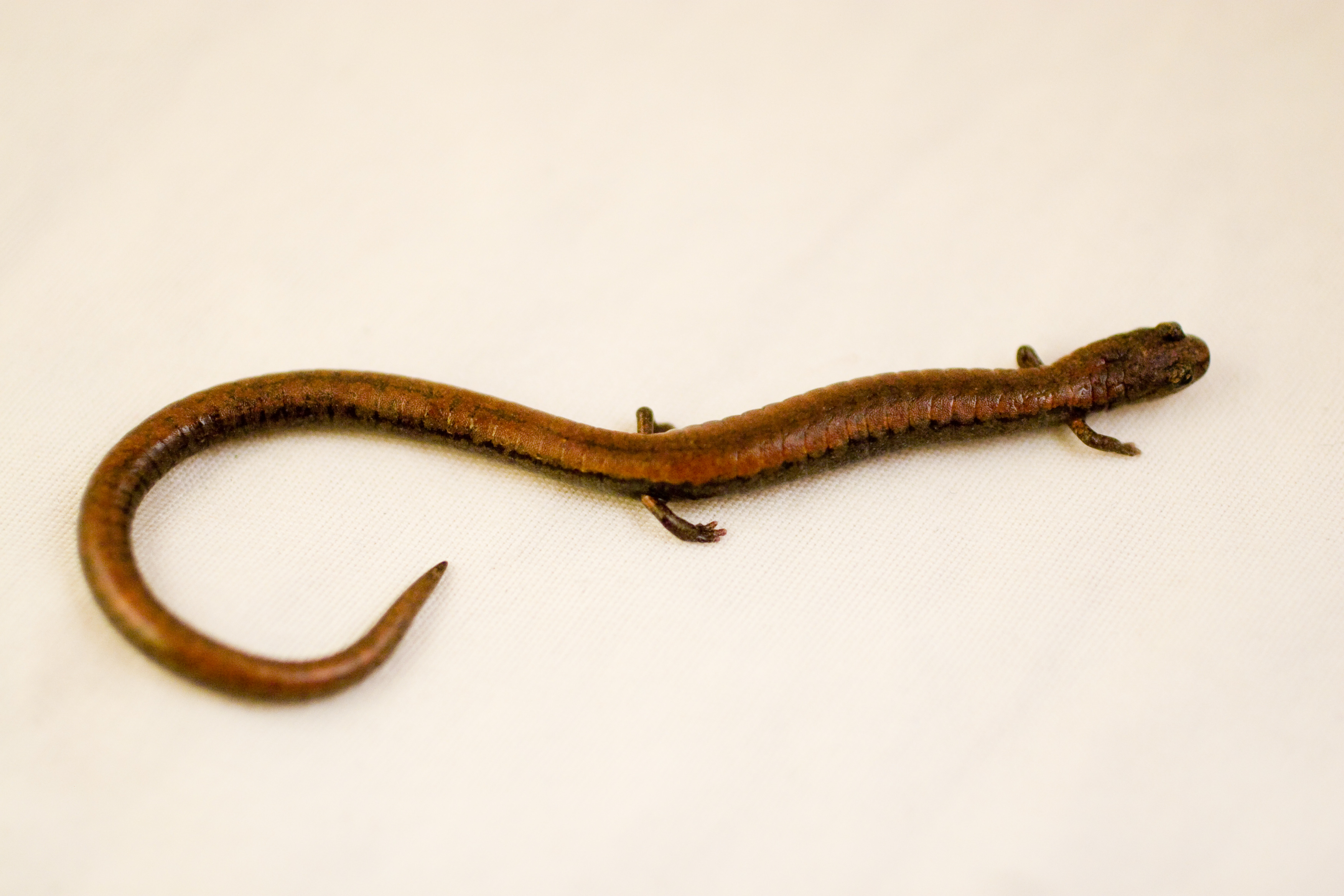
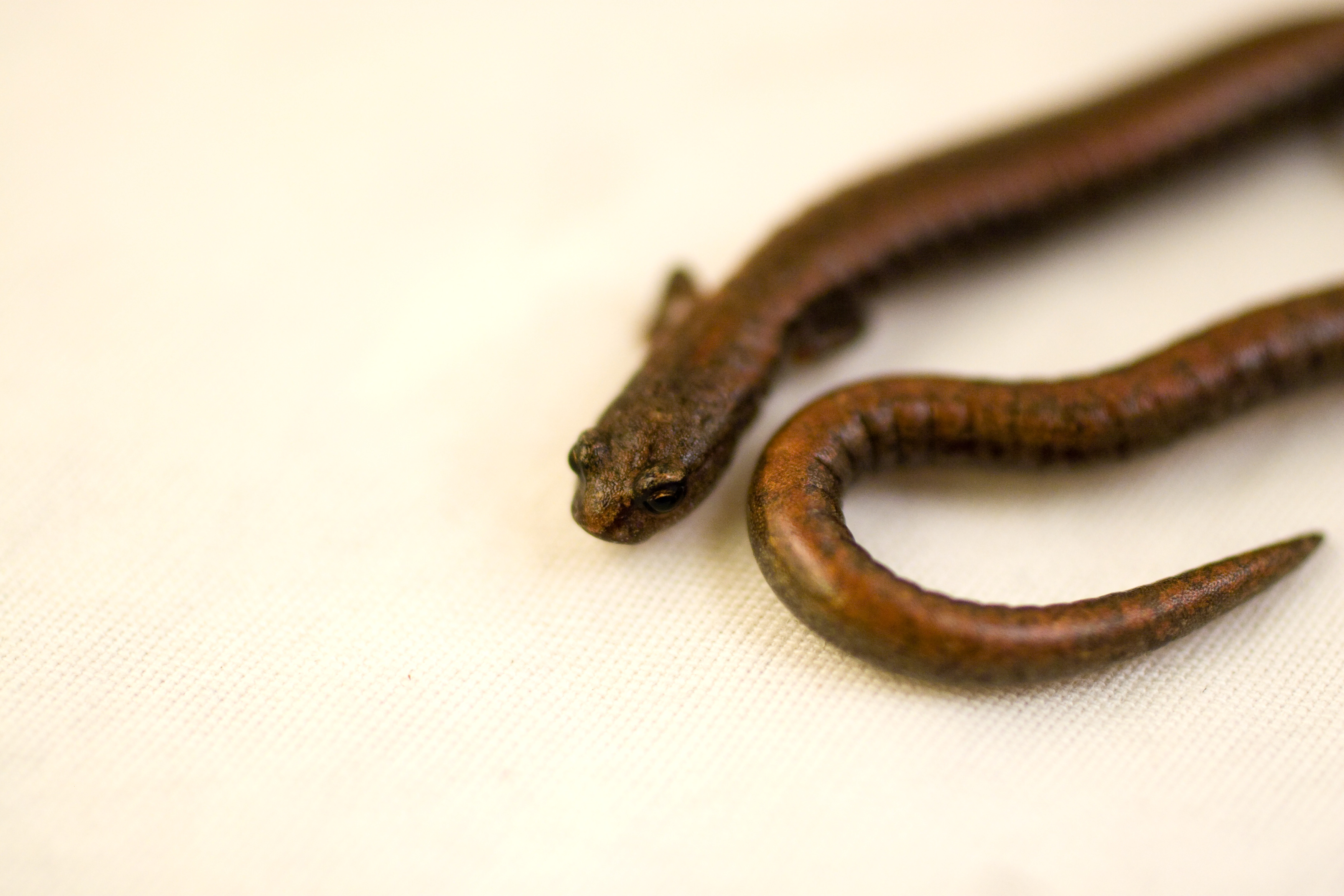
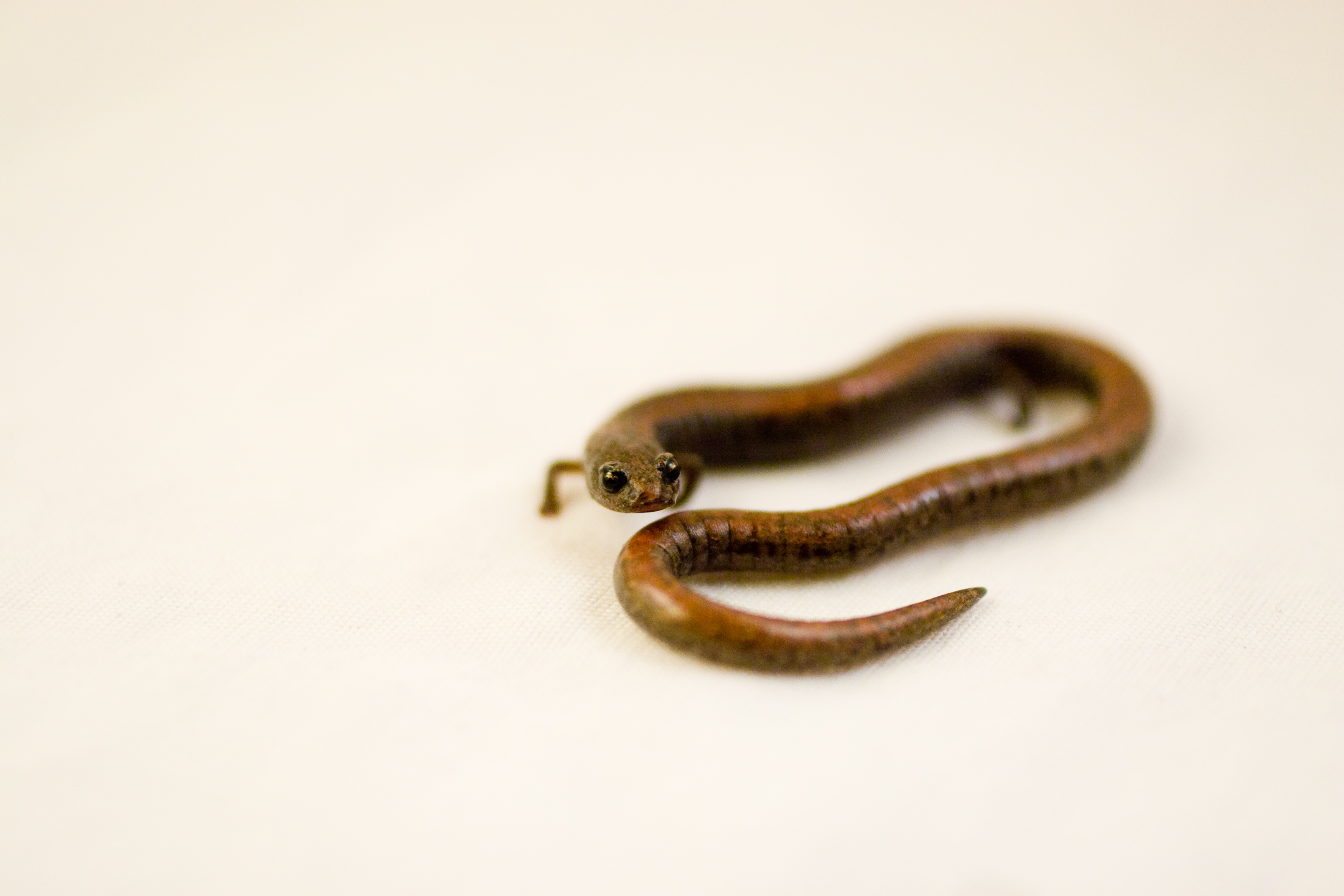
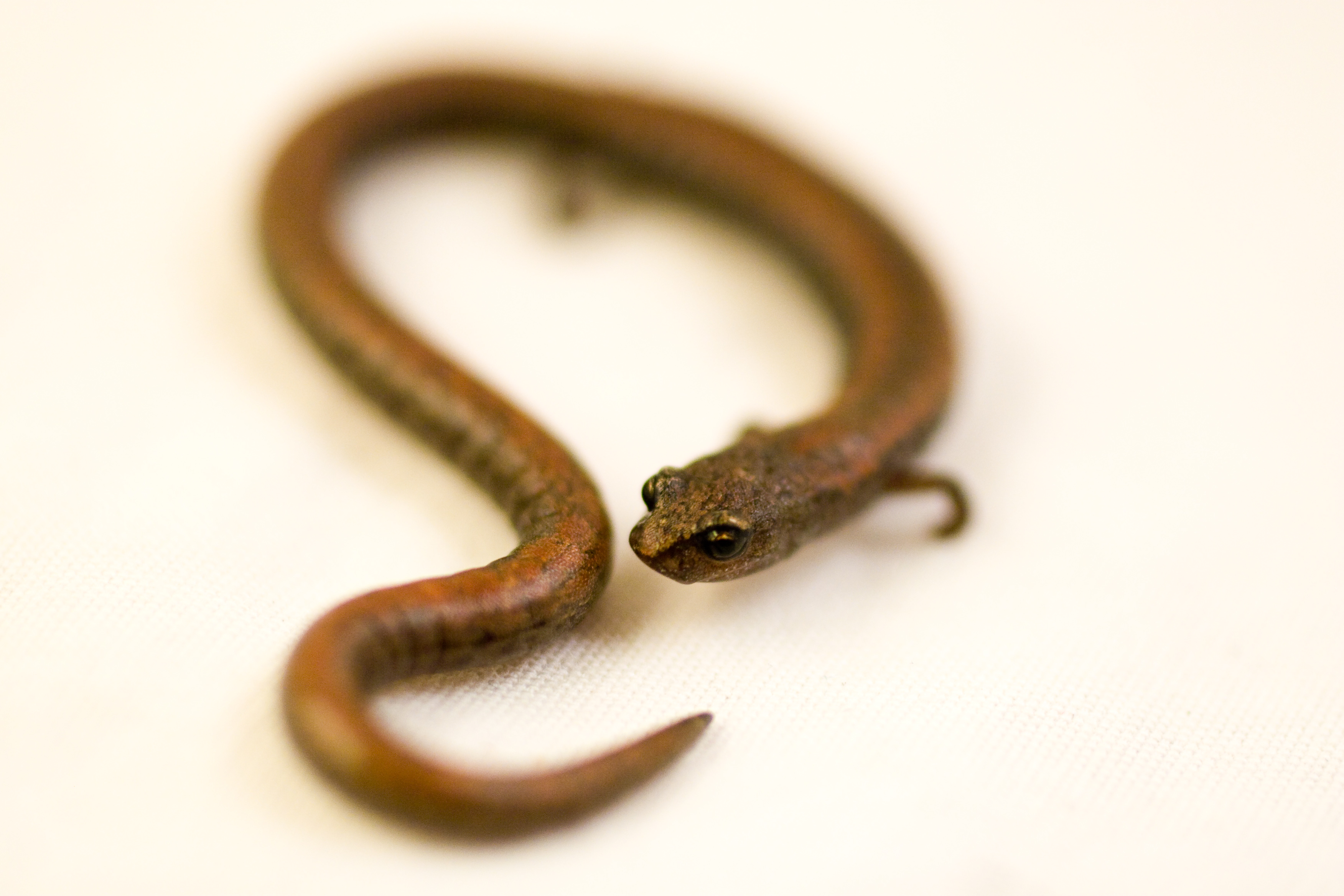